# Pelayo González Conde
Pelayo González Conde (Villalcón, 1828-Cuenca, 1899) fue un eclesiástico español, obispo de Cuenca entre 1891 y 1899.

## Biografía
Nació en la localidad palentina de Villalcón el 26 de junio de 1828, siendo sus padres Juan González y Antonia Conde, los cuales le mandaron, siendo aún muy joven, a Sahagún a estudiar Latín y Humanidades bajo la dirección de su tío materno Eugenio Conde, capellán en dicha villa. De aquí pasó luego al Seminario de Palencia, donde estudió filosofía y se graduó de bachiller en artes en el instituto de la misma ciudad, y más tarde se trasladó a Valladolid para hacer los estudios de Teología y Jurisprudencia. Ordenado de presbítero en 1854, fue nombrado vicerrector y profesor de Lógica y Metafísica del Seminario de Valladolid, continuando la carrera de Leyes, en que se graduó de licenciado, así como en Teología, en 1859.
En 1860 pasó de profesor de Derecho canónico al Seminario de Ávila, y tres más tarde obtuvo, mediante oposición, la canonjía doctoral de Astorga, cuyo obispo, Fernando Arguelles y Miranda, le nombró provisor y vicario general y le encomendó la cátedra de Derecho canónico. En 1886 le otorgó dicho prelado el cargo de arcipreste y al siguiente fue promovido al de deán. Defendió los intereses de la iglesia astorgana contra diversos actos que trataron de llevarse a cabo durante la Revolución de 68. Habría evitado que el Estado se apoderase en 1869 de los efectos que se guardaban en el archivo y biblioteca de aquella iglesia, así como que se sacara de la misma el sepulcro en ella existente, atribuido a Alfonso el Magno, además de lograr que se mantuviera en poder de la iglesia el edificio del Seminario de Astorga, convertido por él, en virtud de las disposiciones entonces vigentes respecto a instrucción pública, en Instituto de segunda enseñanza libre, inaugurado el 30 de septiembre de 1870. Fue elegido en ese mismo año vicario capitular por muerte del prelado. El papa León XIII le concedió la cruz Pro Ecclesia et Pontífice en 1888 y tres años más tarde su representante en España le propuso para ocupar la sede de Cuenca. El Ayuntamiento de Astorga le declaró hijo adoptivo de la ciudad.
Fue consagrado en la catedral de Cuenca el 1 de junio de 1891 y tomó posesión de su diócesis el 4 de octubre, por poder conferido al deán de la misma Ramón Plaza Blanco, hizo su entrada en la catedral el día 8 de noviembre. Fue senador por el arzobispado de Toledo entre 1898 y 1899. Falleció el 18 de noviembre de 1899.